# ヌイイ＝シュル＝セーヌ
ヌイイ＝シュル＝セーヌ （Neuilly-sur-Seine）は、フランスのパリ西部近郊にある都市（コミューン）。パリ中心から6.8キロメートルの距離にある。ヌイイ＝シュル＝セーヌは、ヨーロッパでも特に人口密度の高い都市のひとつでもある。

## 概要
パリ郊外の都市をバンリューというが、ヌイイ＝シュル＝セーヌはバンリューの中でも隣接するパリ16区と並ぶ高級住宅地に位置づけられる。
パリ市内エトワール凱旋門を起点とするグランダルメ大通りが、ヌイイ市内を走るシャルル・ド・ゴール大通りに続き、そのまま通りを郊外へ進むとラ・デファンス地区になる。
ウビガンやシャネルの本社機能（シャネル本店はパリ1区サントノレ通り界隈のカンボン通り）、フランスを代表する屋外広告代理店ジーセードコーや、大手電機企業タレス・グループ、AI歯ブラシ企業コリブリーの本社等がある。
セーヌ川に浮かぶグランド・ジャット島（ジャット島）は、ジョルジュ・スーラ作『グランド・ジャット島の日曜日の午後』で知られ、島（中洲）の大部分はヌイイに、北部（北東部）はルヴァロワ＝ペレに属する。

## 歴史
フランス革命期以降、モンテッソン侯爵夫人、さらに商人等を介して、政治家のタレーラン、ジョアシャン・ミュラ元帥らの手に渡ってきたヌイイ城（Château de Neuilly、1751年築）は、ブルボン家による復古王政期に、ルイ・フィリップ（復古王政後のオルレアン朝フランス国王）が所有するようになった。
ヌイイ城の広大な庭園は、ルイ・フィリップの父親ルイ・フィリップ2世（"フィリップ・エガリテ"）が造成したモンソー公園（現在のパリ8区に所在）をお手本に、"幻想的"に造り上げられた。しかし、オルレアン朝（1830-1848年）の崩壊時にお城から庭園までの大部分が破壊され、ナポレオン3世の第二帝政時代に、広大な城や庭園跡は区画割がされ、現在まで続くヌイイ＝シュル＝セーヌの街となっている。
また、ヌイイにはブローニュの森に沿って、シャンボール城やシュノンソー城に触発された、フランスの築城様式に範をとった箇所及びイタリア様式で築城された箇所とがある絢爛豪華なマドリッド城（Château de Madrid）が古く中世後期ないし近世（ルネサンス）の時代から建っていたが（北方ルネサンスも参照）、近接するパリ周辺のラ・ミュエット宮殿（Château de la Muette (Paris)）や、マドリッド城の建築様式に範をとったシャロー城（Château de Saint-Ange de Villecerf ）等と同様、フランス革命期の1790年代に取り壊されてしまった。現在、マドリッド城の柱頭 (建築)の部分、3つのファイアンス焼きなどがセーヴルとエクアン城（Château d'Écouen）の美術館に置かれている
第一次世界大戦後の1919年11月27日、この都市で連合国側とブルガリアとの講和条約「ヌイイ条約」が結ばれた。

## 交通

### 道路
- シャルル・ド・ゴール大通り（fr）
  - 国道13号線（fr）の一部を成す

### 鉄道
- 地下鉄・メトロ （RATP） （Métro）
  - 1号線
    - ポン・ド・ヌイイ駅 – レ・サブロン駅

## 姉妹都市
- ウックル（ベルギー）
- メイデンヘッド（イギリス）
- ウィンザー（イギリス）
- ハーナウ（ドイツ）
- Baakline（レバノン）

## ギャラリー

ヌイイ＝シュル＝セーヌの位置
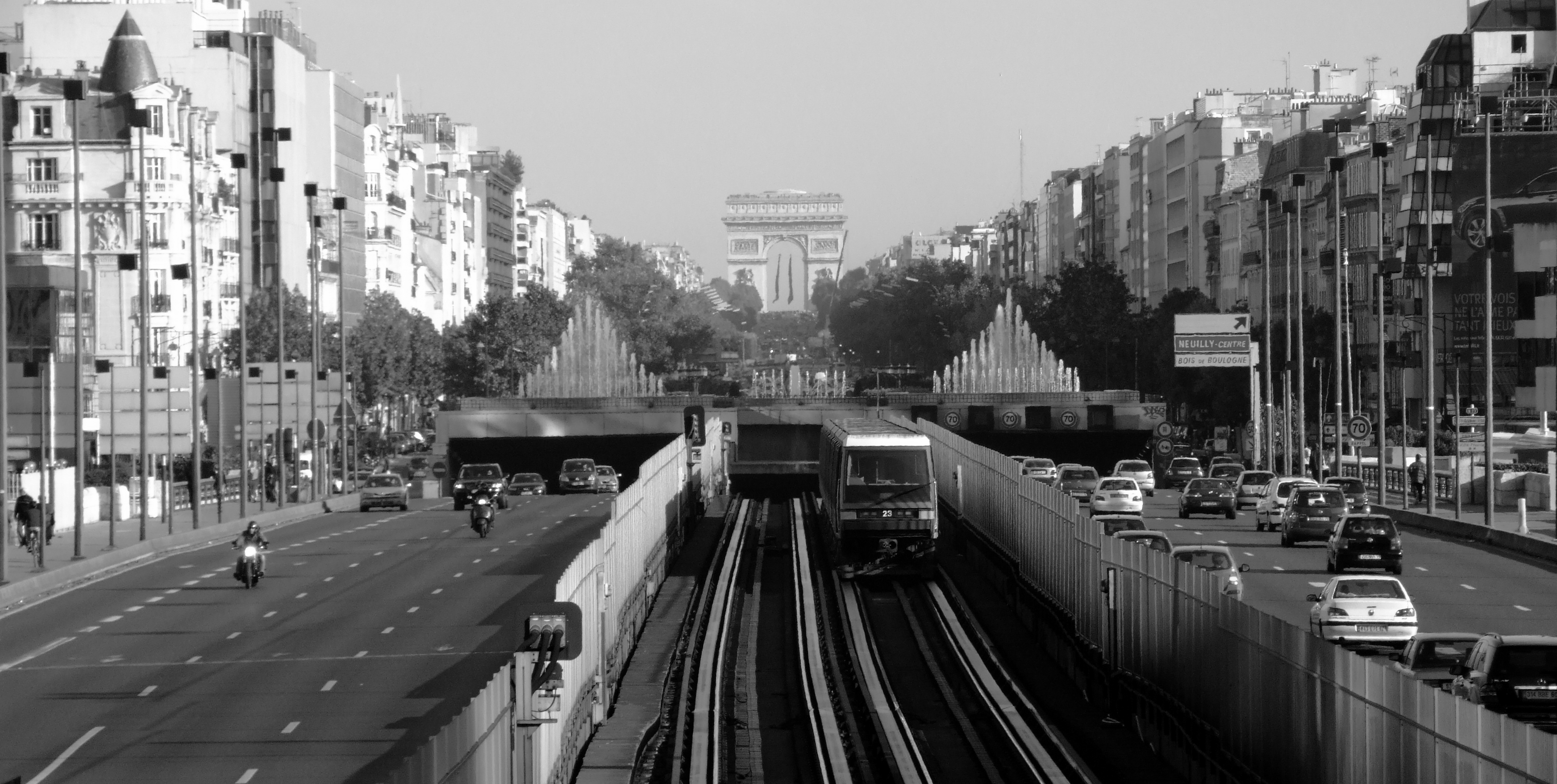
シャルル・ド・ゴール大通り (Avenue Charles-de-Gaulle) からパリのエトワール凱旋門を望む
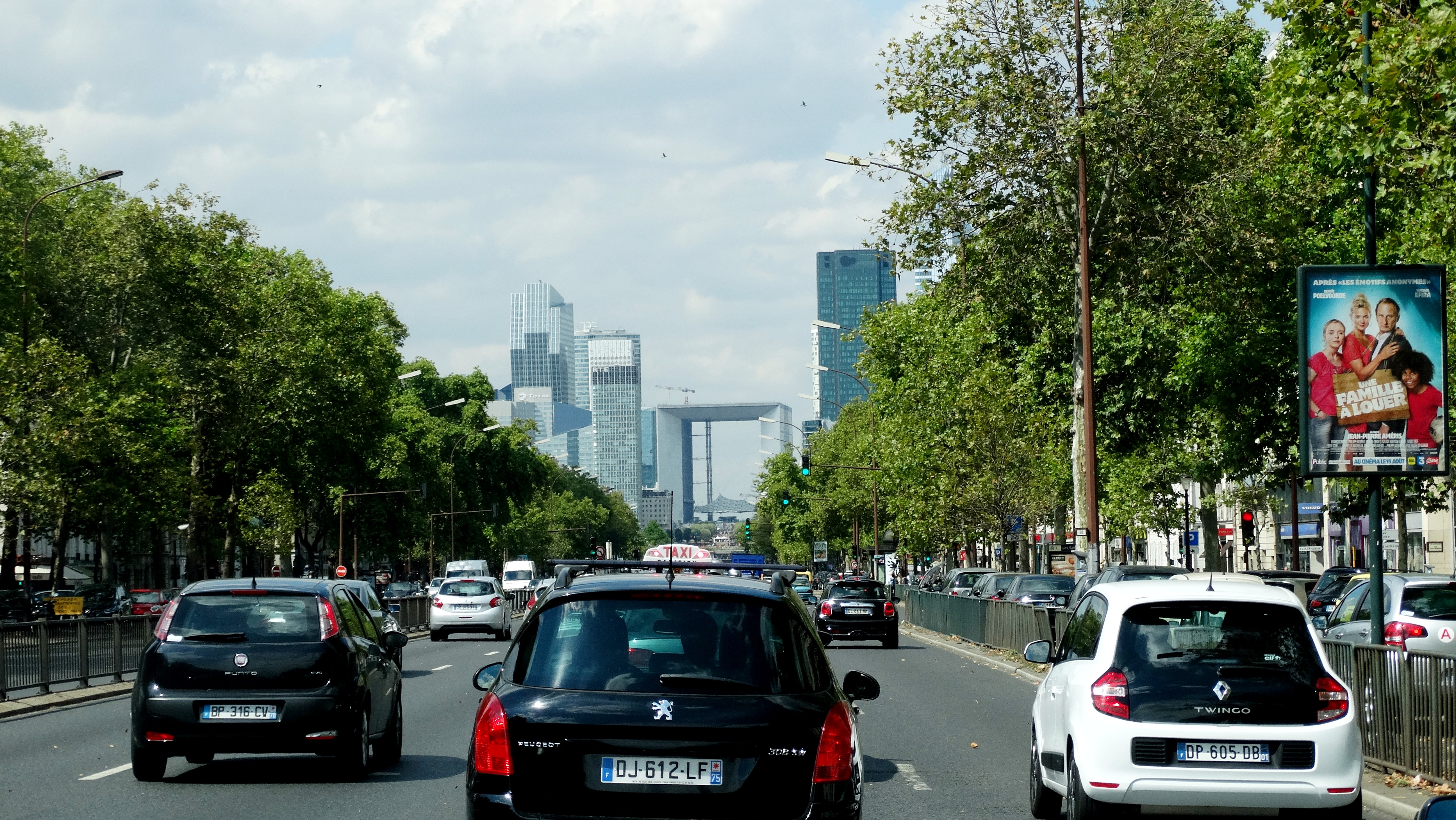
同, ラ・デファンスのグランダルシュを望む
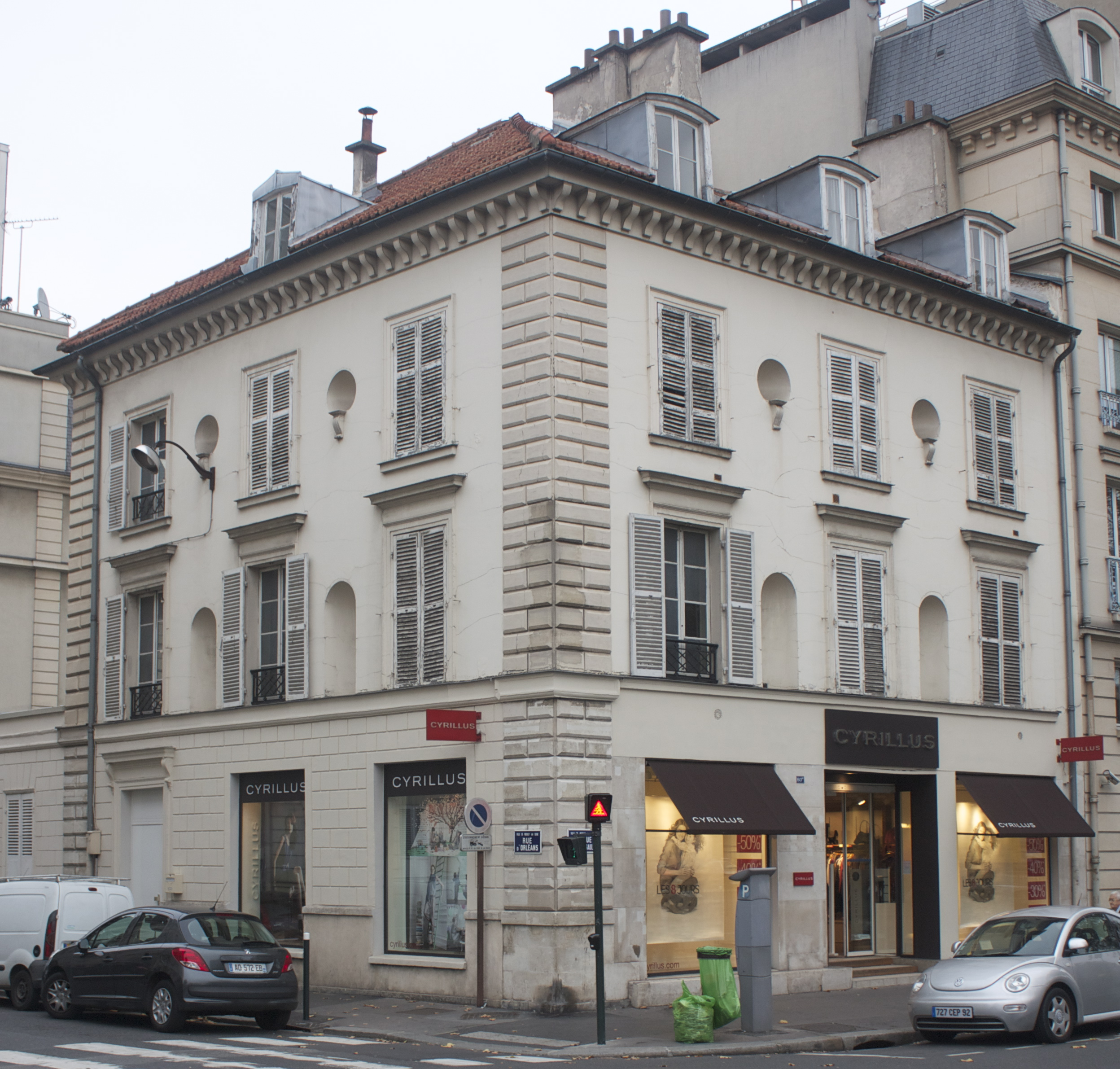
シャルル・ド・ゴール大通り沿いにある歴史的建物
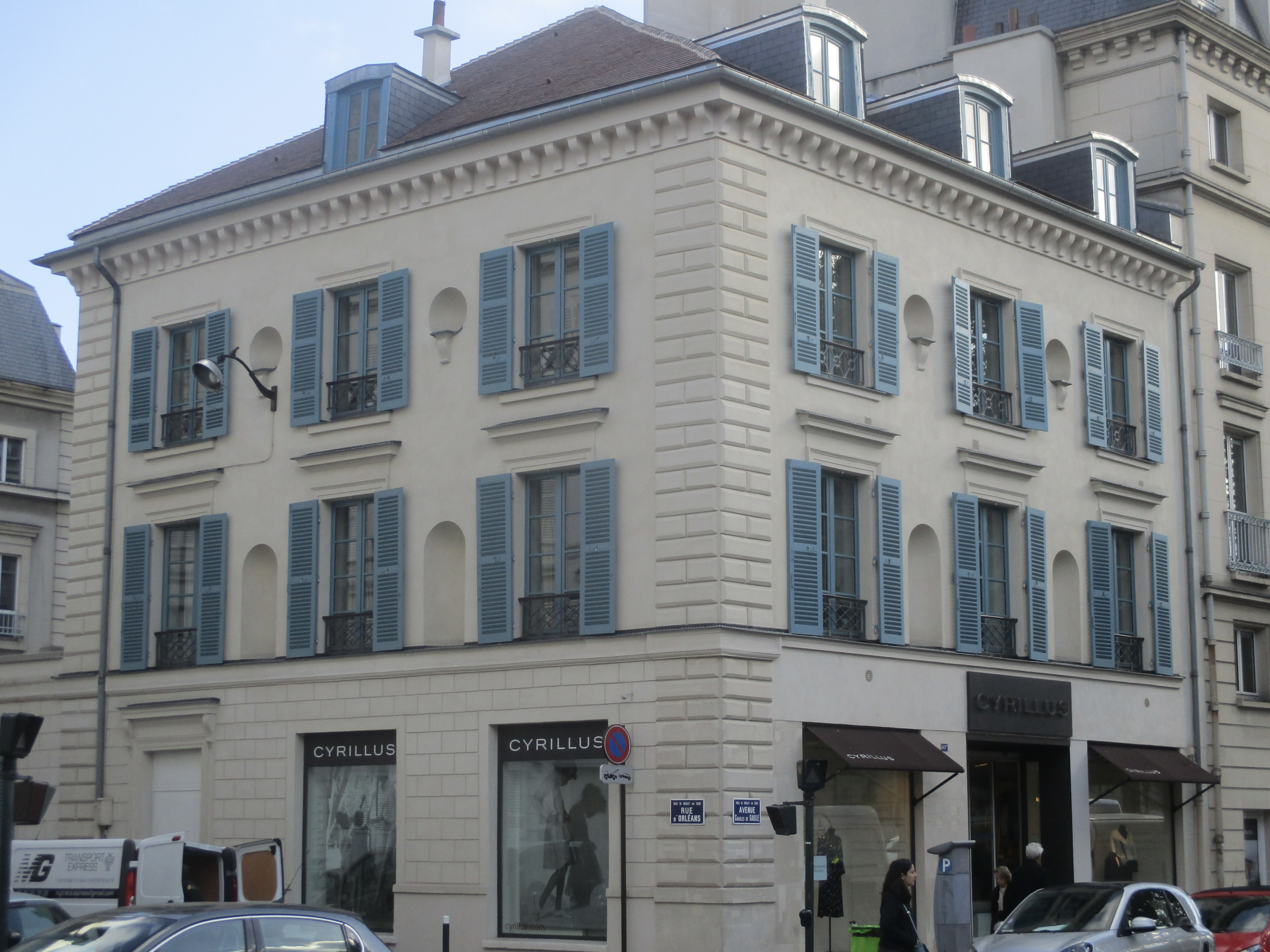
ドルレアン通り(オルレアン通り)との角にある, シャルル・ド・ゴール大通り沿いにある歴史的建物
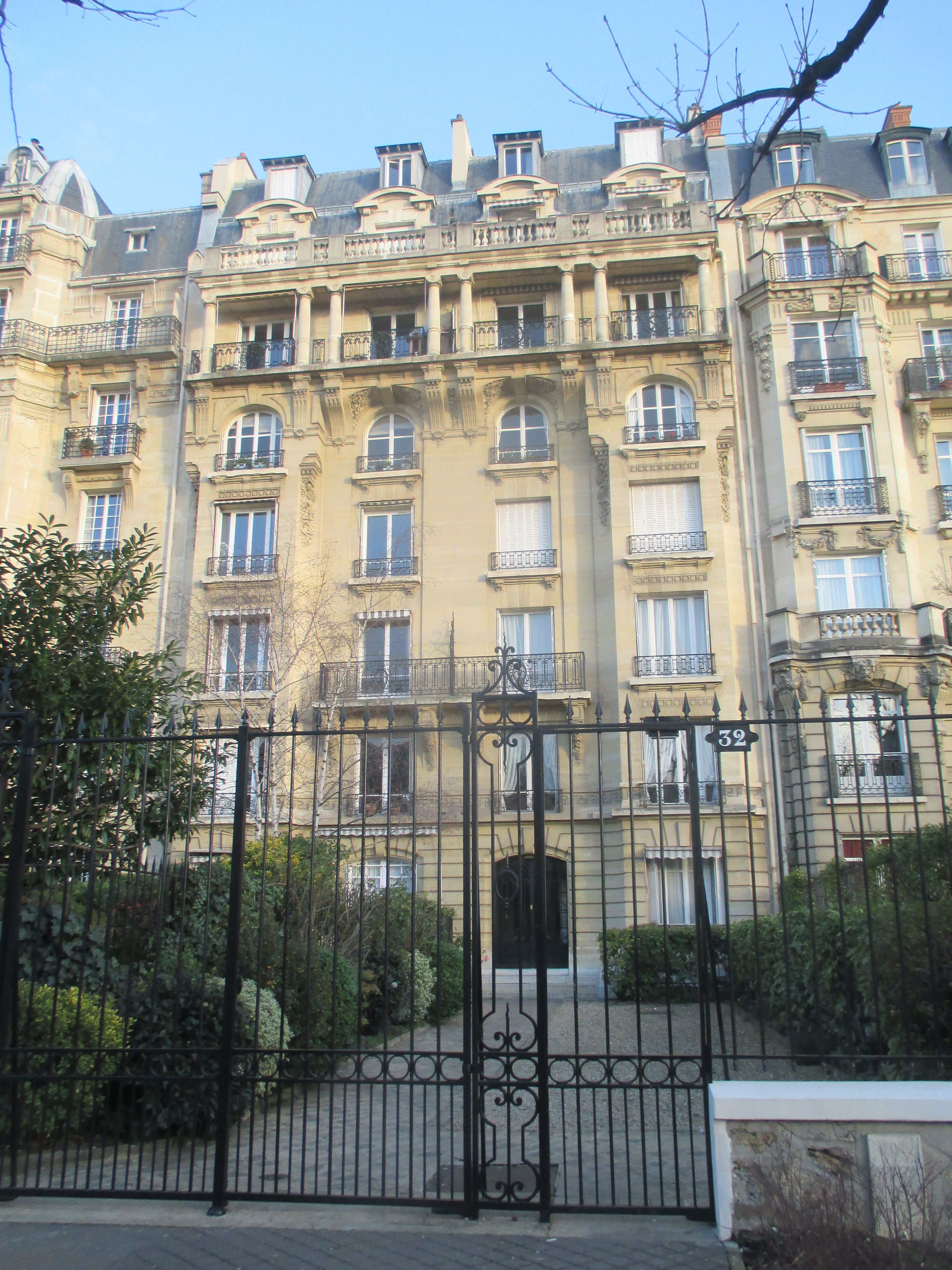
ディンケルマン大通り(インケルマン大通り)32番地 (32 boulevard d'Inkerman à Neuilly-sur-Seine). 通り名はインケルマンの戦いから
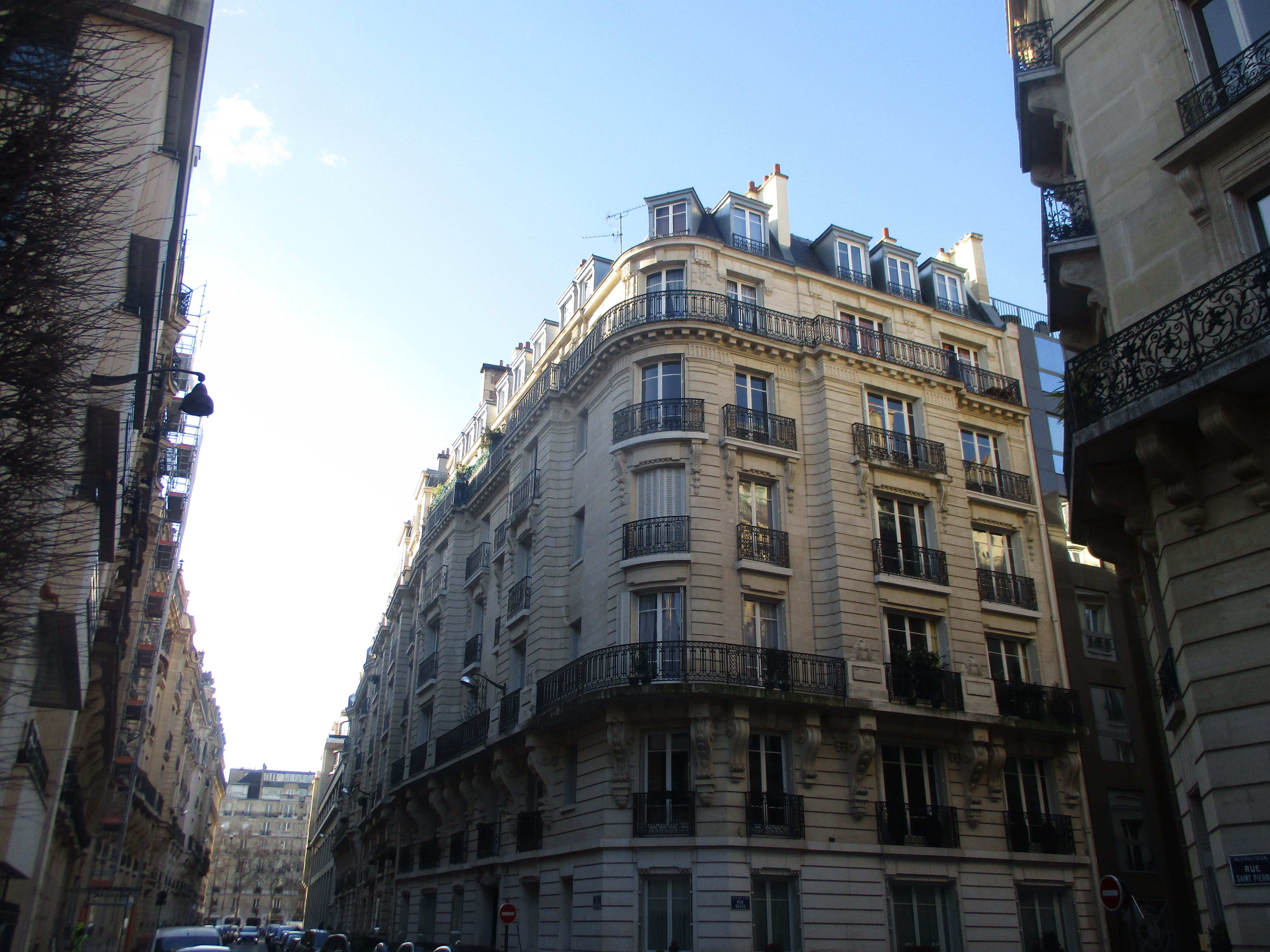
右はデヴ通り起点, サン＝ピエール通り沿い (Rue Saint-Pierre à Neuilly-sur-Seine, à droite début de la rue Dèves)
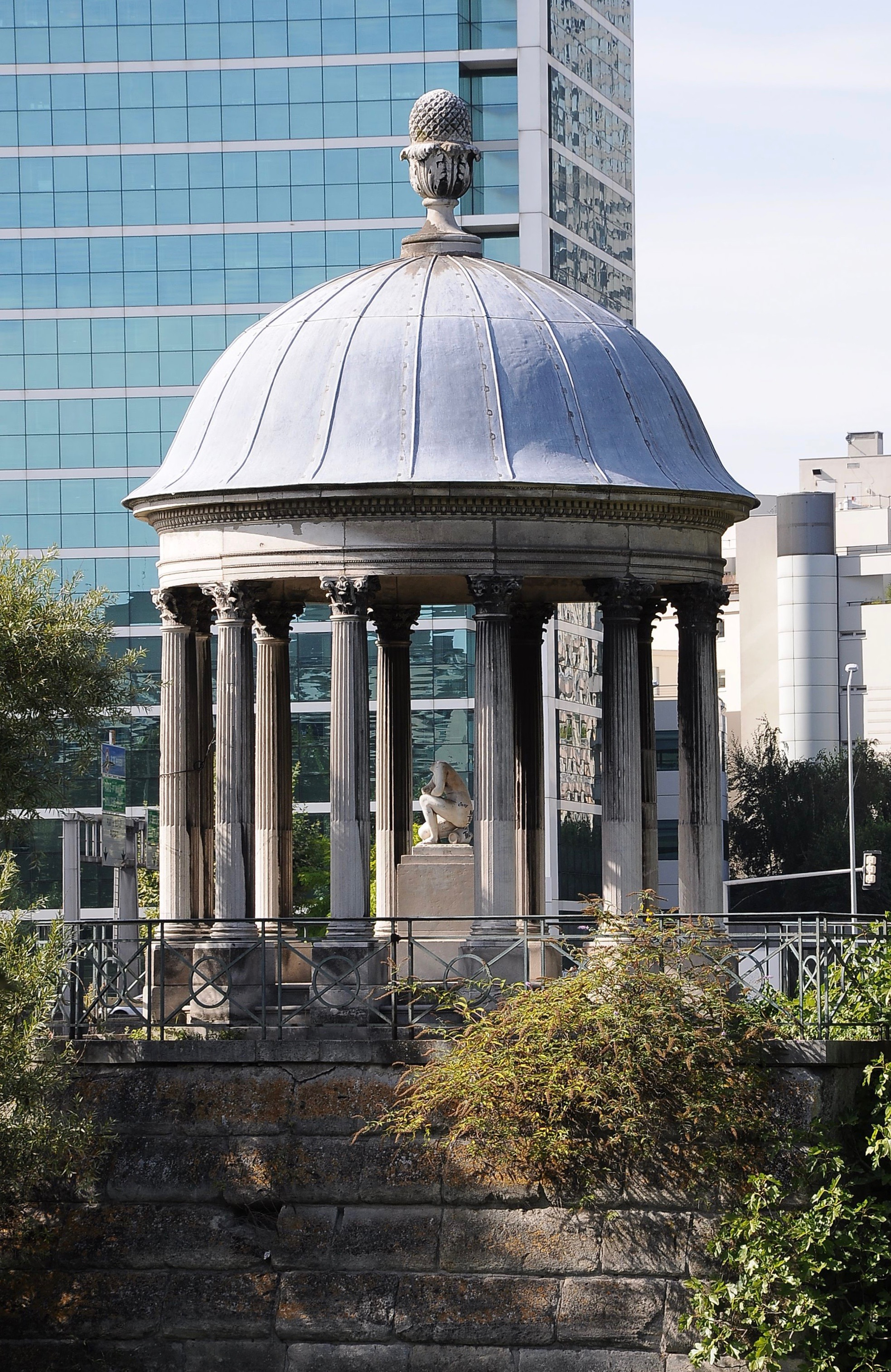
ルイ・フィリップによりモンソー公園からヌイイのジャット島に移設された"タンプル・ドゥ・ラムール（愛の殿堂）" (Temple de l'Amour sur Île de la Jatte,)。
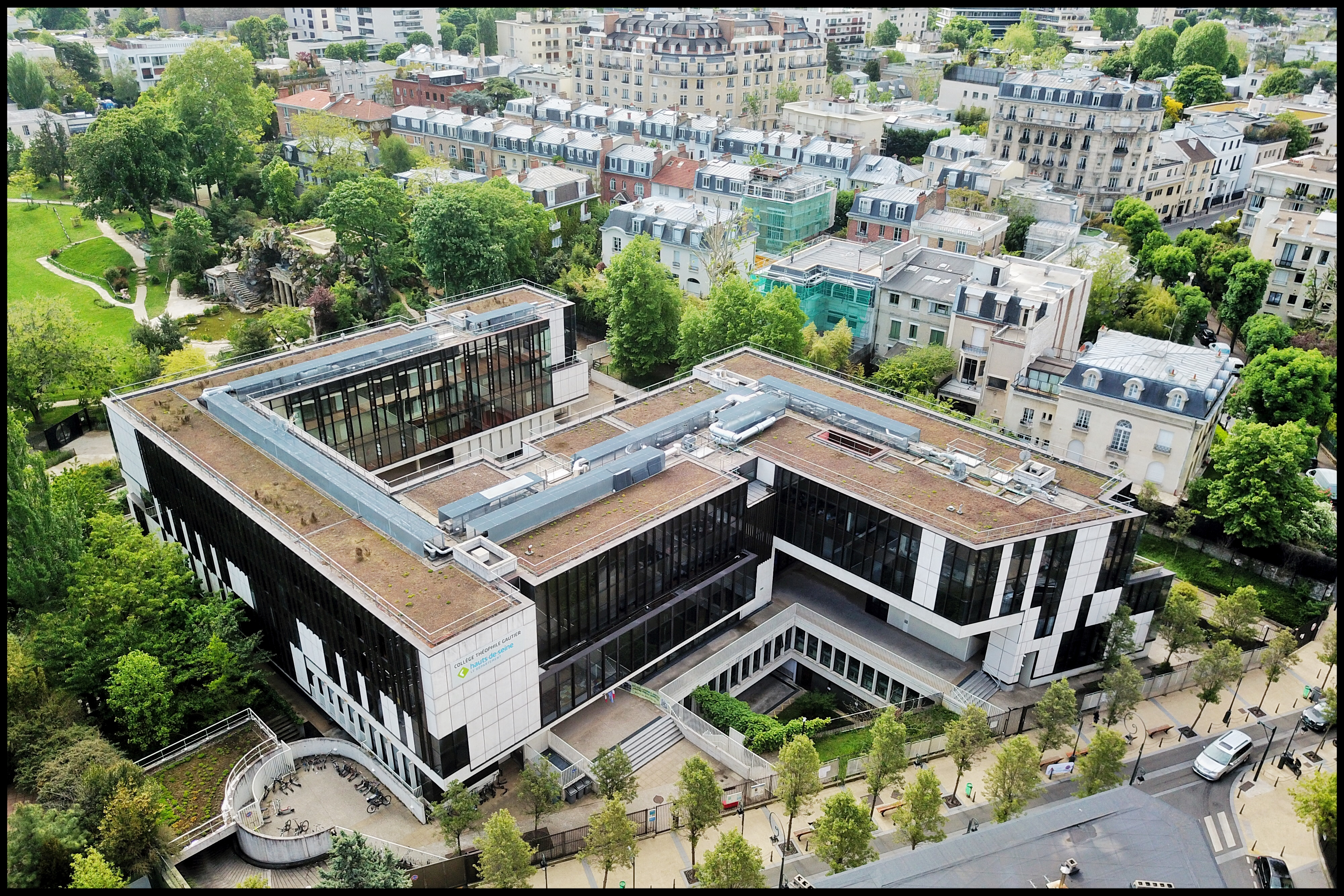
リセ・ラ・フォリー・サン＝ジャム (Lycée La Folie Saint-James)
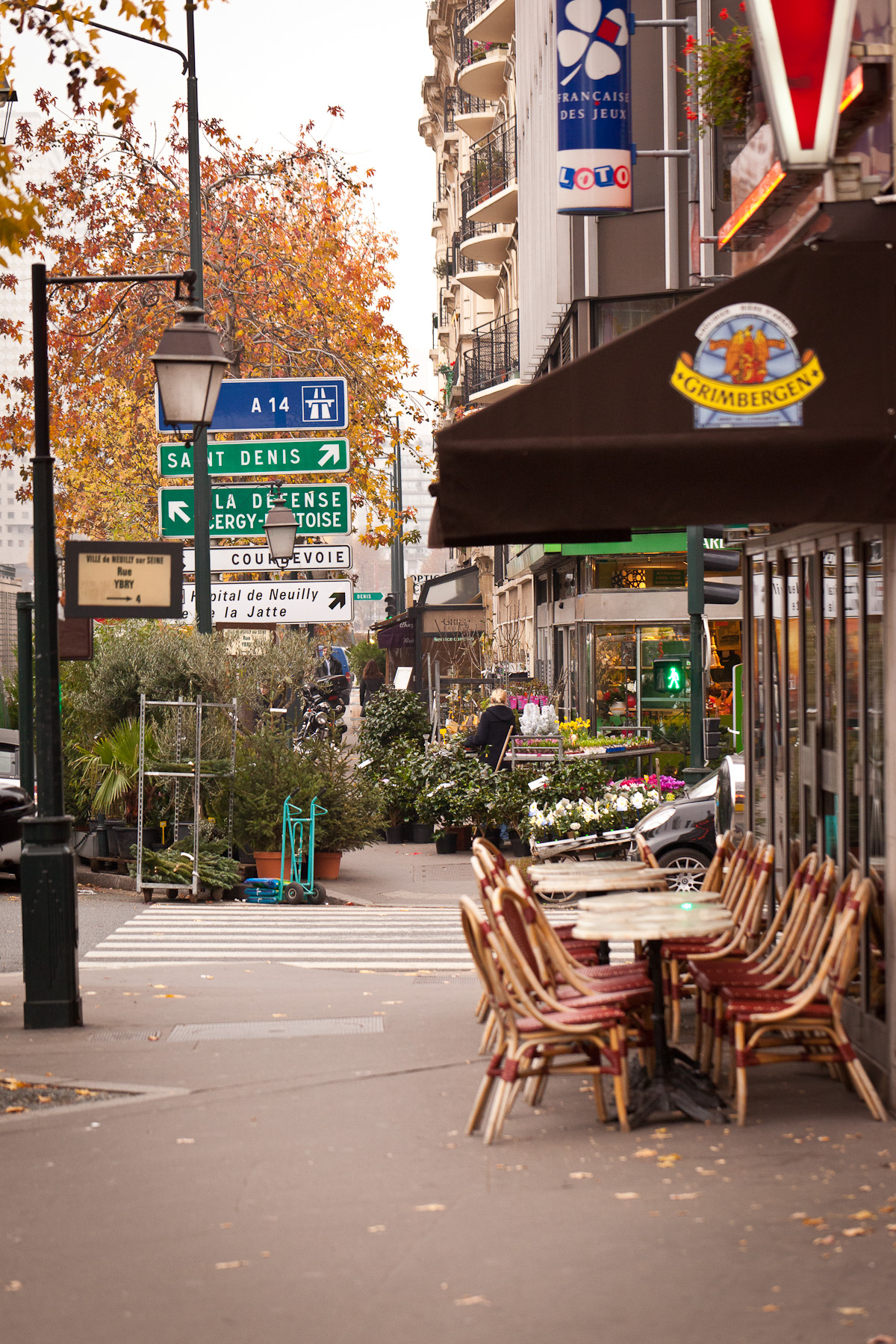
ヌイイのとあるオープンカフェ

## 関係者

### 出身者
- ドミニク・ストロス＝カーン - 政治家・経済学者
- ブリス・オルトフー - 政治家
- ヴァレリー・ペクレス - 政治家
- ブルーノ・ゴルニッシュ - 政治家
- ナタリー・ロワゾー - 政治家、欧州問題担当大臣 (2017 - 2019)
- ブリュノ・ル・メール（フランス語版） - 政治家、経済・財務省大臣 (2017 - )。パリ16区内カトリック系私立リセ・サン＝ルイ＝ドゥ＝ゴンザーグ (fr) に通った。
- マリーヌ・ル・ペン - 政治家
- キャロル・ブーケ - 女優・モデル
- ミシェル・モルガン - 女優
- ルー・ドワイヨン - 女優
- ジャン＝ポール・ベルモンド - 男優
- ランベール・ウィルソン - 男優
- クリス・マルケル - 映画監督
- ジャック・プレヴェール - 詩人・脚本家
- ロリン・マゼール - 指揮者・ヴァイオリニスト
- フランソワ・ド・ルーベ - 作曲家
- シモーヌ・マチュー - 女子テニス選手
- クレマンティーヌ・ドルレアン - ザクセン＝コーブルク＝ゴータ公子アウグストの妃。下記の七月王政（オルレアン朝）国王ルイ・フィリップの子
- フランソワ・ドルレアン (ジョアンヴィル公) - 同上ルイ・フィリップの子
- アントワーヌ・ドルレアン (モンパンシエ公) - 同上ルイ・フィリップの末子
- アシーナ・オナシス・デ・ミランダ - ギリシャの海運王アリストテレス・オナシスの子孫
- ジャクリーヌ・フランソワ（フランス語版） - 歌手
- ギ＝マニュエル・ド・オメン＝クリスト - ミュージシャン(Daft Punk)
- クレマンス・サン＝プル（フランス語版） - 歌手
- フランソワーズ・ベタンクール・メイヤー（フランス語版） - ロレアル2代目経営者リリアンヌ・ベタンクールの実娘。母リリアンヌが年下愛人に1470億円あまりを貢ぎ、母娘間で相続財産を巡る法廷闘争に突入。それに留まらず当時のニコラ・サルコジ大統領らの政界疑獄へ発展した。「6区 (パリ)#著名な居住者」も参照
- ソニア・リキエル - ファッションデザイナー
- アンソニー・ベルトワーズ - レーシングドライバー

### 居住者
- オルレアン公フィリップ2世 - ブルボン朝幼君ルイ15世の摂政
  - 現在のパリ16区にあるラ・ミュエット城　(Château de la Muette) を購入し狩猟居宅用に用い、近隣マドリッド城 (Château de Madrid) に移り居住。長女マリー・ルイーズ・エリザベート・ドルレアンに同ラ・ミュエットを与えた。
- ルイ・フィリップ - オルレアン朝フランス国王。一家で好んでバカンスにChâteau de Neuillyを用いた。上記3人の子供がこの城で出生した。
- フランソワ・オランド - フランス第7代大統領。
- ナタリー・クリフォード・バーネイ（米国人女性作家、同性愛者）、エヴァ・パーマー・シケリアノス（米国人古代ギリシャ研究家、歴史家） - 1890年代、2人はパリ16区シャルグラン通り (fr) 4番地のアパルトマンを共有し、のちにヌイイにそれぞれ独居した。
- エディット・ピアフ - 歌手
- ソフィー・マルソー - 女優

### その他滞在・死去などゆかりある人物
- アナトール・フランス - 作家。この地に墓所がある。
- ルイ・ド・ブロイ - ブロイ公、物理学者・ノーベル物理学賞受賞者。この地に墓所がある。
- マルセル・デュシャン - 画家、芸術家。この地で死去。
- テオフィル・ゴーティエ - 作家。この地で死去。
- フローラン・シュミット（作曲家） - 20世紀初頭の芸術家サークル「アパッシュ」（en）メンバー。サン＝クルー居住。この地で死去。
- ティエリー・エルメス - 皮革職人・エルメス創業者。現在のドイツクレーフェルト生まれ。父はフランス人、母はドイツ人。1837年、マドレーヌ寺院界隈、現在の9区にあたるパリ改造前のバス＝デュ＝ルンパール通り (Rue Basse-du-Rempart) で馬具工房を開いた。この地で死去。
- モリス・ルヴィエ（フランス語版、英語版） - 政治家。露仏同盟や英仏協商による対独包囲網デルカッセ体制が敷かれたモロッコ事件時のフランスの首相。エクスやマルセイユ出身。ヌイイで死去。
- ポール・レノー - 政治家。ナチス・ドイツのフランス侵攻時のフランスの首相。この地で死去。
- ピエール・ド・ポリニャック - ポリニャック公爵夫人ガブリエルの子孫。モナコ公女シャルロットと結婚しモナコ公子ヴァランティノワ公爵。子にモナコ公レーニエ3世。パリ・アメリカン病院（英語版、フランス語版）で死去。
- アフマド・シャー (ガージャール朝) - イランの元シャー。1930年にこの地で死去。
- ウィンザー公爵エドワード（英ウィンザー朝第2代国王）、ウィンザー公爵夫人ウォリス
  - ウィンザー公は英国王退位後の1953年から亡くなる1972年まで、ヌイイ境界側パリ16区ブローニュの森内にあるヴィラ・ウィンザー (Villa Windsor) に居住し、妻ウォリスも1986年同館で死去。ヌイイは現在、ウィンザー及びメイデンヘッドと姉妹都市関係にある。
- ガートルード・スタイン - 米女性現代美術収集家、作家、同性愛者。パリ6区フルリュース通り27番地に居住ないしサロンを開いていた。この地で死去。
- ジャン・ポーラン - 作家、文芸批評家。1940年6月から亡くなる1968年までパリ5区に居住し、死地はこの地。
- ルネ・クレール - 映画監督。1981年、この地で死去。この地に墓所がある。
- ジャン・ギャバン - 俳優・歌手。パリ9区生まれ。この地で死去。
- バルバラ - 歌手。パリ17区に生まれ、17区内などを転々とした。父がユダヤ系アルザス人のため、1941年以降、ナチス・ドイツ仏占領軍から逃げるため、ピレネー地方タルブ、アンドル県、オーヴェルニュ地方イゼール県等を転々とした。戦後1946-1959年の間は20区、1961-1968年の間は16区オートゥイユに。エイズによりこの地の病院で死去。
- アンドレ・クレージュ - ファッションデザイナー。マリー・クヮントと共に"ミニ"の考案者。2016年、この地の自宅で死去。
- フランス・ギャル - 歌手。2018年1月、この地の病院で死去。
- ユベール・ド・ジバンシィ - ファッションデザイナー。ジバンシィ創業者。2018年3月、同地で死去。
- ミシェル・ルグラン - 作曲家・歌手・映画監督。パリ20区メニルモンタン界隈生まれ、2019年、この地で死去。
- カール・ラガーフェルド - ドイツ出身のファッションデザイナーの大御所。この地で死去。
- アルベール・ユデルゾ - 漫画「アステリックス」作者。2020年、この地の自宅にて死去。
- ジョアキム・ヨンビ＝オパンゴ - コンゴ共和国元大統領。2020年、2019新型コロナウイルス(COVID-19)によりこの地の病院にて死去。
- 高田賢三 - 日本のファッションデザイナー。2020年、2019新型コロナウイルス(COVID-19)により、この地のパリ・アメリカン病院（英語版、フランス語版）にて死去[4][5]。
- ピエール・カルダン - ファッションデザイナー。2020年12月、パリ・アメリカン病院で死去。